# The Fatback Band
The Fatback Band was een Amerikaanse disco- en funk-band.

## Bezetting

### Vroeger
- Billy Hamilton (orgel, keyboards, 1970–1972)
- Earl Shelton (saxofoon, 1970–1979)
- Johnny King (gitaar, zang, 1970–1979)
- Johnny Flippen (basgitaar, percussie, zang, 1971–1983)
- Gerry Thomas (keyboards, 1971–1985)
- George Adams (fluit, 1972–1974)
- Wayne Wilford (percussie, 1973)
- Fred Demery (saxofoon, 1977, 1979–1981)
- Louis Wright (gitaar, 1976-1977)
- George Victory (gitaar, 1977, 1979–1981, 1983)
- Deborah Cooper (achtergrondzang, 1977–1979)
- Michael Walker (keyboards, zang, 1981, 1983)
- Robert Damper (keyboards, 1983–1987)
- Linda Blakely (zang, 1983–1987)

### Huidig
- Bill 'Fatback' Curtis (drums, 1970–heden)
- Xavier Zack Guinn (basgitaar, zang)
- Ledjerick Todd Woods (trompet, 2002–heden)
- James Forbes (keyboards)
- Darryl McAllister (gitaar)
- Isabella Dunn Gordon (zang)
- Desmond Humphreys (drums, zang)

## Geschiedenis
De band werd opgericht in 1970 en was het concept van Bill Curtis, een ervaren sessiedrummer, geïnspireerd om de fatback-jazz beat van New Orleans samen te brengen in een funkband. De band was gespecialiseerd in het spelen van streetfunk. 
De band tekende bij Perception Records en hadden een zomerhit met Street Dance, die de top 30 haalde van de Billboard r&b-hitlijst, echter niet de pophitlijst. Dit gegeven bleef hun de rest van hun carrière achtervolgen. Ze brachten de albums Let's Do It Again, People Music en Feel My Soul uit, voordat ze in 1974 tekenden bij Event Records.
Midden jaren 1970 bouwde de band jazz-elementen in en ging meer richting discosound, hetgeen resulteerde in de singles Keep On Steppin', Yum, Yum (Give Me Some) en (Are You Ready) Do The Bus Stop. De singles deden het goed in danceclubs, maar niet in de r&b-hitlijst tot in het voorjaar van 1976, toen (Do The) Spanish Hustle in de buurt van de top 10 kwam.
Voor Spring Records/Polydor ging de band verder met de singles Party Time, The Booty en Double Dutch. Eind 1977 werd de bandnaam gewijzigd in Fatback en in 1978 hadden ze hun eerste op 10-single met I Like Girls. De song King Tim III (Personality Jock) werd vaak beschouwd als de eerste uitgebrachte rap-single, die net een week werd uitgebracht vóór Rapper's Delight van The Sugarhill Gang in oktober 1979.
In 1980 had Fatback een paar grote hits met Gotta Get My Hands On Some (Money) en Backstrokin' . Ook in de hitlijst in 1980 kwamen Take It Any Way You Want It, I Found Lovin'  en Spread Love met zangeres Evelyn Thomas in 1985. Ondanks dat Amerikaans popsucces niet haalbaar bleek, verscheen de band regelmatig in de Britse singlehitlijst met de top 10-hits (Do The) Spanish Hustle en I Found Lovin'. Laatstgenoemde werd ook gecoverd door de Britse diskjockey Steve Walsh, die de top 10 bereikte op hetzelfde moment als de oorspronkelijke versie.
Gerry Thomas was gelijktijdig lid van The Jimmy Castor Bunch, dus koos de band om nabij New York te blijven in plaats van uitgebreid te toeren. Ze hadden aanzienlijk succes in Zuid-Amerika, in het bijzonder in Brazilië, met Money en Backstrokin'.

## Discografie

### Singles
- 1973:	Njia (Njia) Walk (Street Walk)
- 1973: Street Dance
- 1974:	Keep On Steppin'
- 1974: Soul March
- 1975:	Wicki-Wacky
- 1975: Yum Yum (Gimme Some)
- 1975: (Hey I) Feel Real Good (Part One)
- 1975: (Are You Ready) Do the Bus Stop
- 1976:	The Booty
- 1976: (Do the) Spanish Hustle
- 1976: Party Time
- 1976: Night Fever
- 1977:	Double Dutch
- 1978:	Master Booty
- 1978: I Like Girls
- 1979:	Freak the Freak the Funk (Rock)
- 1979: King Tim III (Personality Jock)
- 1979: You're My Candy Sweet
- 1980:	Gotta Get My Hands on Some (Money)
- 1980: Let's Do It Again
- 1980: Love in Perfect Harmony
- 1980: Backstrokin'
- 1980: (To be) Without Your Love
- 1981:	Angel
- 1981: Kool Whip
- 1981: Rockin' to the Beat
- 1981: Take It Any Way You Want It
- 1982:	On the Floor
- 1982: She's My Shining Star
- 1983:	Is This the Future?
- 1983: The Girl Is Fine (So Fine)
- 1984:	Call Out My Name
- 1984: Spread Love
- 1984: I Found Lovin'
- 1985:	Girls on My Mind
- 1985: Lover Undercover
- 1985: Is This the Future/Wicky Wacky
- 1986:	I Found Lovin' (1st re-release)
- 1987:	I Found Lovin' (2nd re-release)
- 1987: Rhythm of the Night
- 1987: Sunshine Lady
- 1988:	All Nite Party
- 2005:	The Legendary Fatback Band-Second Generation

### Albums
- 1972: Let's Do It Again
- 1973: People Music
- 1974: Feel My Soul
- 1974: Keep On Steppin'
- 1975: Yum Yum
- 1975: Raising Hell
- 1976: Night Fever
- 1977: NYCNYUSA
- 1977: Man with the Band
- 1978: Fired Up 'N' Kickin'
- 1979: Brite Lites/Big City
- 1979: Fatback XII
- 1980: Hot Box
- 1980: 14 Karat
- 1981: Tasty Jam
- 1981: Gigolo
- 1982: On the Floor with Fatback
- 1983: With Love
- 1983: Is This the Future?
- 1984: Phoenix
- 1985: So Delicious
- 1987: Live
- 1988: Tonight's an All-Nite Party
- 2003: Remixed